# Sasabe

Pozostałości dawnego kościoła w Sasave

Sasabe (łac. Sasabensis) – stolica historycznej diecezji w prowincji Aragonia istniejącej od 922 roku, a włączonej w 1077 w skład diecezji Jaca. 
Pozostałości miasta Sasave znajdują się w okolicach miasta Borau, w prowincji Huesca w Hiszpanii. Obecnie katolickie biskupstwo tytularne ustanowione w 1969 przez papieża Pawła VI. 

## Biskupi tytularni
| Lp. | Biskup                  | Funkcja                                              | Od                | Do                   |
| --- | ----------------------- | ---------------------------------------------------- | ----------------- | -------------------- |
| 1   | Santo Bergamo           | administrator apostolski Rossano (Włochy)            | 15 grudnia 1969   | 18 listopada 1971    |
| 2   | Alphonse Gallegos       | biskup pomocniczy Sacramento (USA)                   | 24 sierpnia 1981  | 6 października 1991  |
| 3   | Julián Barrio Barrio    | biskup pomocniczy Santiago de Compostela (Hiszpania) | 31 grudnia 1991   | 5 stycznia 1996      |
| 4   | Juan José Omella Omella | biskup pomocniczy Saragossy (Hiszpania)              | 15 lipca 1996     | 29 października 1999 |
| 5   | Giacomo Guido Ottonello | nuncjusz apostolski                                  | 29 listopada 1999 |                      |